# Nilbassinet
 Der er for få eller ingen kildehenvisninger i denne artikel, hvilket er et problem. Du kan hjælpe ved at angive troværdige kilder til de påstande, som fremføres i artiklen.

Nilbassinet er den del af Afrika, der afvandes af Nilen og dens bifloder.
Udover at være det næststørste afvandingsområde i Afrika, er Nilbassinet reelt det mest bemærkelsesværdige afvandingsbassin på kontinentet. Det dækker cirka 2.870.000 km², eller omkring 10% af afrika, der krydser tørre områder og har en høj befolkningstæthed. Nile Basin Initiative (en) (NBI) har eksisteret siden 1999 med det formål at styrke samarbejdet om deling af områdets ressourcer.
Bassinets afvandingsområde omfatter Burundi, Tchad, Den Demokratiske Republik Congo, Egypten, Eritrea, Etiopien, Kenya, Rwanda, Sydsudan, Sudan, Tanzania og Uganda. Bassinet er den vigtigste leverandør af ferskvand, elektricitet og fisk til de lokale indbyggere i disse lande og forsørger omkring 270 millioner indbyggere eller 20 % af den afrikanske befolkning. Bassinet har sit udspring i højlandet og løber ud gennem ekstremt tørre områder, især Saharaørkenen.
Dens primære sejlbare løb går gennem Nilen, hvor den udmunder i Middelhavet (mere præcist efter Nildeltaet), indtil den omgiver byen Aswan i det sydlige Egypten. Der er også sejlbare løb ved Aswandæmningen. I den midterste del af Nilen, efter dæmningen, er floden på grund af  vandfald nord for Khartoum (Sudan), kun sejlbar på tre strækninger. Den første er fra grænsen mellem Egypten og Sudan til den sydlige spids af Nassersøen. Den anden er strækningen mellem den tredje og fjerde katarakt. Den tredje og vigtigste strækning strækker sig fra Khartoum i Sudan til Juba (Sydsudan).
Den største vandressource til Nilen er Victoriasøen, som ligger i Great Rift Valley. Omkring 238 millioner mennesker bor i Nilbassinet, hvoraf 172 millioner bor i landdistrikter.
I den sydvestlige del af bassinet i Sydsudan, nær vandskellet til Congo-bassinet, udgøres bassinet af en enkelt stor slette (pediplain), med højder der indeholder lateritjord, undertiden med pisolitter.